# Весна Бедекович
Весна Бедекович (хорв. Vesna Bedeković; нар. 22 лютого 1966, Беловар) — хорватський політик, педагог, діячка місцевого самоврядування, депутат Сабору, міністр демографії, сім'ї, молоді та соціальної політики у першому уряді Андрея Пленковича.

## Життєпис
1999 року здобула диплом учителя в Осієцькому університеті. 2005 р. заінчила магістратуру, а в 2011 р. захистила кандидатську з педагогічних наук у Загребському університеті. У 1987—2004 рр. працювала в початкових школах, потім рік — у середній школі. У 2005–2009 рр. була директором департаменту соціальних питань в адміністрації Вировитицько-Подравської жупанії. Пізніше, до 2016 року, обіймала посаду декана у виші з підготовки фахівців у галузі управління у Вировитиці.
Вступила в Хорватську демократичну співдружність. У 2007—2009 рр. була членом правління громади Питомача. З 2009 по 2013 рік була депутатом скупщини своєї жупанії. 2016 року обрана депутатом хорватського парламенту ІХ скликання.
У липні 2019 р. під час реорганізації кабінету Пленковича призначена міністром із питань демографії, сім'ї, молоді та соціальної політики.